# 記者俱樂部
記者俱樂部（日语：／ Kisha kurabu ?）指的是日本特定新聞機構在首相官邸、省廳、地方自治体、地方公共团体、警察、業界团体等地設置的記者室并排他的組織。若未加入記者俱樂部的記者，特別是雜誌或是自由撰稿記者，很難進行採訪任務。申請加入時要經過冗長及不透明的審核過程，加入後所屬媒體需負擔相關費用。除了日本外國特派員協會外，外籍記者通常難以加入記者俱樂部，更難以在有記者俱樂部的地方進行採訪工作，因此被視為日本封建、封閉排外體制的象徵，而受日本以外媒體的批評。

## 历史
日本记者俱乐部的前身是1890年的“议会出入采访团”。议会出入采访团是由《时事新报》牵头的东京数家报馆记者成立的组织，借1890年日本召开第一届帝国会议的机会，向当时的日本政府请求采访议会，被认为是日本记者俱乐部的雏形。同年10月，这些记者成立了“共同新闻记者俱乐部”，这是日本最早的记者俱乐部，也是今天“国会记者会”的前身。第二次世界大战期间，日本政府成立了“新闻连盟”，由每个政府部门成立一个记者俱乐部。这个记者俱乐部将成为该部门发放资讯的唯一渠道。1941年後，日本实施记者注册制度，规定记者俱乐部须要和当局合作，“赞扬皇道”。记者俱乐部从各个政府部门取得用于发放的资料报道，然后原原本本地据此报道新闻。
二战结束後，美军进入日本。美军管制下的日本，工会力量被打压，但记者俱乐部得以全存。记者俱乐部按照联合国驻日占领军司令部的指示进行了全面改组，成为新闻记者的“友好团体”。美军利用记者俱乐部，作为管制资讯流通的工具。然而，美军内部也有要求废除记者俱乐部的声音。1949年10月，日本新闻协会发表《关于记者俱乐部的方针》。其中规定记者俱乐部是配属在各公共机构的记者用于以社交为目的的联谊组织，不参与采访相关的一切事务，不是采访机构。然而，记者俱乐部在事实上仍然具有联谊组织与采访机构的双重性质，而且更多的是作为采访机构在发挥作用。其主要特征，是与采访对象之间采取君子协定方式来进行报道。
1962年，日本新闻协会制定了《关于记者俱乐部的协定方针》，对1949年的方针作出修改，承认记者俱乐部是采访机构。同时认定各媒体之间可以签订协议及俱乐部内部可以签订协议。其中报道协定须由各个媒体报社的管理层承认。如果各个报社不能达成协议，仅仅由记者俱乐部作出的协议，报社对其不予承认。此後日本社会对记者俱乐部是否具有采访机构的性质进行了激烈辩论，最后以追认现状的方式，承认记者俱乐部作为采访机构的实质，以及它在实际采访中的调整作用。记者俱乐部实质上变成了必须遵守报道协议的采访机关，与自由采访是相悖的。

## 配置和机制
据1996年朝日新闻的统计，日本有781个记者俱乐部。这些记者俱乐部遍布于日本国会、警察厅、法庭、中央政府各个部门以及道府县政府各个机关中。包括经济团体联合会、政党和教育委员会等民间团体和大企业下也设有记者俱乐部。记者俱乐部的主要场所为召开会见所用的记者室。
市县级机关或民间机构记者俱乐部内发布信息的方式一般是记者每天通过固定的记者招待会获得资讯。由机关新闻科的职员将相关活动、议题、话题等的文字稿送到加盟了俱乐部的各家媒体处，记者就其中有疑问之处和科员进行交流，但基本不会更改文稿，最後根据各报社的协议进行发布。中央政府部级举办会议後的新闻发布方式，则是“记者会见”，发布会议的公开决定。记者会见之后，记者到部长或常务副部长的办公室继续进行恳谈会（吹风会），获取进一步的内部信息，如决策过程、背景内幕、内部态度、未来展望等等。恳谈会的内容一般根据俱乐部成员和官方之间的君子协定，不会在获得对方许可前发布。发布时一般会以“政府相关人士”或“政府高层”来称呼信息来源。非俱乐部成员的记者无法获得任何与恳谈会有关的资讯。新闻基本上不是记者亲自采写出来的，而是由记者整理出来的，日本报纸在处理这些新闻时是不署记者名字的。记者在发布时如果违反了协议，比如说抢先公布做独家报道，则会被禁止进入记者室甚至被记者俱乐部除名，失去采访资格。典型的例子是1972年的西山事件，《每日新闻》的政治记者西山太吉从一位外务省事务官手里获得了一些关于日本和美国就冲绳返还问题达成的秘密协议的材料，这个机密材料后来流入了反对党社会党手中，对政府造成了极大的冲击，西山被逮捕并从此被放逐出新闻界。
另外，大企业、官方机构和议员配有随从记者（番记者）。只有随从记者可以对议员和官僚进行清早和半夜的采访。

### 内阁记者会
内阁记者会是日本最大的记者俱乐部。内阁记者会担任日本内阁秘书处、法务局、国防会议、会计检察院的采访工作，负责总理、内阁秘书长、国家公安委员长的采访。内阁记者会主持所有的记者招待会，每天有两次内阁秘书长的发布会。

## 作用
记者俱乐部从建立以来，长期担任政府公共部门和大型团体引导管控舆论的工具。一项对日本朝日新闻、读卖新闻、日经新闻、每日新闻等四家全国性大型报纸的1450条新闻报道及其他内容所进行的定量分析表明，在全部新闻报道中，84.2%的消息来自于记者俱乐部。报纸媒体对记者俱乐部的依赖度超过50%.

## 问题与改革
日本记者俱乐部制度常被认为是日本新闻界封闭性和排他性的象征。研究日本政治的学者卡尔·范·伍夫伦（Karel Van Wolferen）称日本是一个政治力量构建的"谜团"(enigma)，媒体是一个传统的整体制度安排的一部分，是一个“准自治”组织，本身是“与执政党、官僚、财阀的传统三角权力模式捆绑在一起的，其作用是塑造一个协调的民主政治假象”。日本资深政治记者兼新闻学者筑紫哲也在专栏中表明：“这种闭锁的、特权的、专制性的（记者俱乐部）制度......是导致日本的新闻界无能的一大原因。而（主流）媒体通过记者俱乐部制度而逐渐成为权力的喉舌，是这个国家的危险”。

### 資訊公开化的冲击
二十世纪九十年代後，随着資訊公开的理念抬头，《情报公开法》的制定与实施，民众有权利亲自向公共机构索取想要的資訊和情报。此外随着电子产品和網際網路的普及，更多的公众机构改在网络发布信息。这些变化让记者俱乐部不再独享提早获取情报消息的能力。

### 使用公帑
长期以来记者俱乐部的开支大都是公帑支付。据不完全统计，日本一年中各个记者俱乐部的总开支超过一百亿日元。理论上，记者俱乐部的运营经费来自会员缴纳的会费。但实际上记者俱乐部会员每人每月缴纳的会费仅有500到1000日元，远远不足以支付俱乐部开支。而受采访对象除提供办公场所和桌椅、电话、复印机等办公设备外，还经常宴请俱乐部会员，以换取各家会员媒体统一口径遵守君子协定的默契。

### 内部改革
由于记者俱乐部是政府（主要是自民党）、官僚、大企业和大型媒体的垄断性利益连锁，在野党、地方自治团体、中小型媒体、杂志、网络传媒等难以介入。後者也进行了持续的努力希望打破这种不利局面。
在野党方面，1994年，小泽一郎成立了新生党，并尝试让大型媒体以外的媒体也参与到俱乐部中，然而由于小泽一郎与媒体关系恶劣，最终失败。2002年，小泽领导下的民主党干事长冈田克己作出再一次尝试，小规模地让外国记者、杂志和体育娱乐报刊的记者参加到民主党的记者会见中来。地方自治体方面，1996年4月，当时的神奈川县镰仓市市长竹内谦将专属于五家全国大报和当地的《神奈川新闻》使用的市政府记者室，改革为面向所有在镰仓市登记的媒体机构的"媒体中心"。此次改革无疾而终，主流媒体无大反响，但学界给予较高评价。此后不断有地方自治体对记者俱乐部制度提出异议并试图改革。不少质疑点在记者俱乐部使用公帑之上，东京、京都、北海道等地都有改革的措施。

### 外国媒体的介入
历史上，记者俱乐部对外国媒体一向持排斥态度，而外国媒体尝试废除或改革记者俱乐部制度的尝试也未停止过。二战结束後，盟军司令部负责媒体改革的陆军少校丹尼尔·英博登（Daniel Imboden）已经意识到记者俱乐部制度的害处。他在1946年指出记者俱乐部制度使“大部分的日本政府消息被严格控制在少数的特权（媒体）机构手中”，政府利用记者俱乐部来制裁与他们政治倾向不合的记者，俱乐部成员则利用这个制度来杯葛那些试图报道敏感消息的同僚，同时排斥非俱乐部成员接近信息源。英博登提倡废除记者俱乐部制度，并一度向日本新闻协会提交最后通牒。1949年日本新闻协会也正是在这种压力下发表《方针》一文，将记者俱乐部定义为联谊性质的团体。英博登在日本新闻协会的敷衍下“轻信”了这种表态，并未废除记者俱乐部制度:102。然而记者俱乐部的实质既未改变，外国媒体无法得到俱乐部成员的资格，由此爆发的冲突在二十世纪六七十年代开始爆发。从田中角荣金钱问题等具体案例开始，外国媒体开始批判记者俱乐部制度造成的新闻不自由，并开始在各自的国内制造舆论，对日本新闻界和政府施加压力。在这种压力下，九十年代开始，日本逐渐开放了外务省记者俱乐部，以及东京证券交易所和日本银行等重要的经济领域俱乐部:175。日本新闻协会更在1993年6月10日发表了《日本新闻协会关于记者俱乐部的1993年见解》，其中提到，“对于希望加入记者俱乐部的外国媒体记者，原则上应予以允许”。然而具体的外国媒体加入特定俱乐部仍然要与俱乐部协商，说明仍有潜在的障碍。